# Formule de Radbruch
La formule de Radbruch est un principe proposé pour la première fois en 1946 par le philosophe du droit allemand Gustav Radbruch (1878-1949). Selon cette thèse, dans le cas supposément exceptionnel d'un conflit entre le droit positif (établi) et la justice la plus élémentaire, un juge doit toujours décider contre la loi et pour la vraie justice – à condition que la loi en question
- soit à considérer comme « injuste et répugnante » ou
- « contrevienne délibérément » au principe de l'égalité devant la loi, fondamentalement inhérente à la notion de droit.

Étant donné que la formule de Radbruch a été utilisée à plusieurs reprises par la Cour fédérale allemande, l'essai de Radbruch Gesetzliches Unrecht und übergesetzliches Recht, qui contenait cette thèse pour la première fois, est considéré par certains auteurs comme l'écrit de philosophie du droit le plus influent du XXe siècle. La question de savoir si la conception positiviste du droit, qui repose uniquement sur le respect des procédures législatives et l'efficacité sociale d'une norme, doit être modifiée dans l'esprit de la formule de Radbruch, est une controverse fondamentale dans les débats de philosophie du droit en Allemagne.